# Hatto Beyerle
Hatto Beyerle (* 20. Juni 1933 in Frankfurt am Main; † 16. Oktober 2023 in Hannover) war ein deutsch-österreichischer Kammermusiker, Dirigent und Universitätsprofessor.

## Leben
Hatto Beyerle war der Sohn des Rechtshistorikers Franz Beyerle. Hatto Beyerle studierte an der Hochschule für Musik Freiburg bei  Ulrich Koch Viola, in Wien bei Ricardo Odnoposoff Violine, bei Alfred Uhl Komposition und bei Hans Swarowsky das Dirigieren.
1960 war er Mitbegründer des Kammerorchesters Wiener Solisten, mit dem er zahlreiche Konzertreisen unternahm. 1970 gründete er zusammen mit Günter Pichler das Alban Berg Quartett. Mit diesem Streichquartett gewann er zahlreiche nationale und internationale Preise, u. a. den deutschen Schallplattenpreis, mehrere japanische Preise, und wurde von der deutschen Phonoakademie zweimal mit dem Titel Künstler des Jahres ausgezeichnet. 1982 bis 1998 war er Mitglied von L’Ensemble.
Beyerle wirkte von 1964 bis 1987 als Professor für Viola und Kammermusik an der Universität für Musik und darstellende Kunst Wien.
Ab 1987 war er Professor an der Hochschule für Musik, Theater und Medien Hannover und von 1990 bis 2004 auch Professor an der Musik-Akademie der Stadt Basel. Von 1998 an gab er regelmäßig Meisterkurse an der Scuola di Musica di Fiesole (Florenz) sowie Gastkurse für Viola und Kammermusik in den USA und Kanada.
Als Dirigent leitete Hatto Beyerle von 1985 bis 1998 die Konzertvereinigung der Wiener Konzerthausgesellschaft.
Zu seinen Schülern gehörten u. a. Veronika Hagen, Hartmut Rohde, Johannes Lüthy, das Hagen-Quartett, das Leipziger Streichquartett, das Szymanowski Quartett, das Trio Jean Paul, das Artis-Quartett, das Galatea Quartett, Meta4 und das Iturriaga Quartett.
2004 war Beyerle Initiator der European Chamber Music Academy und künstlerischer Leiter des Europäischen Kulturforums Großraming.
Die Designerin und Museumsleiterin Tulga Beyerle ist eine Tochter.